# 陳福陽
陳福陽（英語：Tan Hock Eeng，约1952年—），出生在馬來西亞華人聚集地檳城，現任博通有限公司執行長。陳福陽與妻子Lisa Yang兩人育有三子，其中兩個小孩受自閉症所擾，於是在2017年捐給麻省理工學院兩千萬美元做研究自閉症的基金，試圖找出新的治療方案。

## 人物經歷
陳福陽畢業於美國麻省理工學院（MIT），擁有机械工程系的学士和硕士学位,後在哈佛大學取得企管碩士學位。因此陳福陽同時具備理工背景，也熟知財務管理與企業經營。他先后进入通用汽车、百事可乐等美国传统行业巨头，担任財務高管。1983年至1992年，陈福阳先后在在休姆工业和新加坡风投基金Pacven投资公司任董事总经理。1992年陈福阳离开Pacven投资公司，轉赴個人電腦製造商康懋達服務（英語：commodore international）擔任公司副總裁，此时陳福陽才開始进入科技行业。
1994年，陈福阳加盟半导体解决方案公司（英語：Integrated Circuit Systems Inc.，简写ICS），先后担任公司高级副总裁、CFO、COO、总裁兼CEO职位。后来ICS作价17亿美元出售给了硅谷半导体公司集成设备技术公司（英語：Integrated Device Technology, Inc.，简称IDT），陈福阳也因此进入IDT，在2005年至2008年担任IDT董事会主席。在2006年3月至2016年2月期间，陈福阳担任新加坡類比IC廠安華高總裁。
2016年帶領安華高科技以370億美元併購博通科技後，重組公司裁員1900人後，又收購通訊大廠博科，果斷又強悍的性格，將公司整併為博通科技，成為全球第五大半導體廠。並於2017年以每股70美元的價格欲收購全球最大手機晶片廠高通的“以小吃大”提案，引起世人注目。一直在業界保持低調的陳福陽，為了此合併案進入白宮與川普見面並出席記者會，宣布將全球總部遷往美國，呼應川普的「美國優先」政策，但於2018年3月12日被美國總統川普以「國安考量」為由，簽署行政命令叫停此合併案。